# محمد بیگ
محمد بیگ (درگذشت ۱۶۷۲) یک مسلمان ارمنی بود که به عنوان وزیر بزرگ حاکم صفوی (شاه) عباس دوم (سلطنت از ۱۶۴۲ تا۱۶۶۶) از ۱۶۵۴ تا ۱۶۶۱ خدمت می‌کرد.

## اصالت
محمد بیگ در تبریز در یک خانواده ارمنی متولد شد که در اصل به عنوان یک غلام (برده نظامی) سلسله صفوی ایران بود، اما بعدها خیاطی پیشه کرده بودند.  پدر او حسین بیگ تبریزی نام داشت در زمان سلطنت شاه صفی (سلطنت از ۱۶۲۹ تا ۱۶۴۲) به عنوان خیاط اصلی دربار (قیچی‌باشی) خدمت می‌کرد.